# ハレーズコメット
『ハレーズコメット』 (HALLEY'S COMET) は、1986年1月にタイトーから発売された業務用縦スクロールシューティングゲーム。
1986年当時、地球に76年ぶりに接近することで話題となっていたハレー彗星をモチーフとしている。撃墜し損ねた敵の数によって被害率が1%ずつカウントされていき、100%に到達する事でゲームオーバーとなるシステムを特徴としている。
後に『ハレーウォーズ』と改題され、1989年にファミリーコンピュータ ディスクシステムに移植された他、1991年にゲームギアに移植された。なお、ディスクシステム版は同日に発売されたPCエンジン用ソフトビジランテとともに平成最初に発売されたゲームソフトである。
アーケード版は2003年から2004年にかけて携帯電話ゲームとして配信、2007年に発売されたPlayStation 2用ソフト『タイトーメモリーズII 下巻』に収録、2021年にアーケードアーカイブスでPlayStation 4版とNintendo Switch版が配信された。

## ゲーム内容

### システム
8方向レバーで自機を操作し、2つのボタンで攻撃とボム使用を行う。ボムは取得すると自機の両脇に追従するシップ型爆弾であり、シップ型爆弾のストックがない時はボムは使用出来ない。また、シップ型爆弾は、敵の攻撃を受けると失われる。
ハレー大彗星から襲ってくる敵を撃破し、太陽系の各惑星を守ることがゲームの目的である。敵を撃ちもらしていくと画面右下の惑星ダメージがだんだん上昇し、これが100％に到達すると残機が何機あってもゲームオーバーとなる。なお、逆に0％での完全防衛に成功すると残機が一機増える。惑星ごとに制限時間もあり、画面右端で上から下の惑星に迫ってくるハレー大彗星が一番下まで到達してもゲームオーバー。一つの惑星を防衛するとステージクリアとなり、次の惑星へと移動する。1周で10の惑星を回り、全て回り終わると2周目に突入し、後はその繰り返しというループゲーム。
通常のシューティングゲームと異なり、自機が破壊されなくても、敵を見逃し過ぎるとゲームオーバーとなってしまうため、全ての敵を見逃してはならないという独特の緊張感がある。それらと相まって全体的に敵の動きが速くかつトリッキーなため仕留め難く、弾の精度こそ高くないものの数が多くかつ速くて避け難いという高めの難易度を有する。

### パワーアップ
自機は小惑星やコンテナを破壊することで出現するパーツを回収することでパワーアップする。パーツごとに攻撃方向や性能が異なっており、同じパーツを取り続けることで段階的に強化されていく。自機が最大限パワーアップした際の攻撃は画面前方ほとんどに及ぶほどの攻撃範囲がある。また、パワーアップアイテムは一定時間で画面外に消えてしまうため、早めの回収が必要となるがその際に敵と接触しミスとなる事も多発する。
スーパーレーザー
主武器のレーザーが太くなる。
ダブルビーム
レーザーと同時に2連装のビームが発射される。
スーパーボール
斜め前方に球状の弾が発射される。
ロケットエンジン
スピードが上がる。
バリア
攻撃を防ぐバリアが付く。
シップ型爆弾
シップ型爆弾の数が増える。
なお、小惑星からはまれにオレンジ・グリーン・ブルーカラーのボール状のアイテムが出現することがある。これは開発者である三辻の名を冠した「MTJボール」と呼ばれている。これを獲得すると、
- 最強装備になる
- 画面上の敵を全滅させる
- シップのストックが最大になる
- 前方の弾のみ一定回数防ぐフィールドを張る

などの効果を得ることが出来る。

## 開発
開発はタイトー熊谷研究所が行い、ナムコから稼働されたアーケードゲーム『ギャラガ』（1981年）のようなゲームを目指して製作された。ゲーム・デザインは後に『バブルボブル』（1986年）を手掛けた三辻富貴朗が担当、音楽は『影の伝説』（1985年）を手掛けた小倉久佳が担当している。
なお、本作はタイトーの別作品『べんべろべえ』の基盤を改造している。

## 移植版
| No. | タイトル                                   | 発売日               | 対応機種                            | 開発元     | 発売元        | メディア                                   | 型式         | 備考                      |
| --- | ------------------------------------------ | -------------------- | ----------------------------------- | ---------- | ------------- | ------------------------------------------ | ------------ | ------------------------- |
| 1   | ハレーウォーズ                             | 1989年1月14日        | ディスクシステム                    | タイトー   | タイトー      | ディスクカード両面                         | TFS-HAL      |                           |
| 2   | ハレーウォーズ                             | 1991年6月21日 1991年 | ゲームギア                          | I.T.L      | タイトー セガ | ロムカセット                               | T-11027 2318 |                           |
| 3   | ハレーウォーズ                             | 2003年1月15日        | J-スカイ                            | タイトー   | タイトー      | ダウンロード （タイトーGame selection EX） | -            | アーケード版の移植        |
| 4   | ハレーウォーズ                             | 2004年1月16日        | 504i/505iシリーズ、FOMA （iアプリ） | タイトー   | タイトー      | ダウンロード （タイトーG@meパーク）        | -            | アーケード版の移植        |
| 5   | タイトーメモリーズII 下巻                  | 2007年3月29日        | PlayStation 2                       | タイトー   | タイトー      | DVD-ROM                                    | TCPS-10183   | アーケード版の移植        |
| 6   | タイトーメモリーズII 下巻 エターナルヒッツ | 2008年6月26日        | PlayStation 2                       | タイトー   | タイトー      | DVD-ROM                                    | SLPM-55018   | 廉価版 アーケード版の移植 |
| 7   | ハレーズコメット                           | 2021年1月28日        | PlayStation 4 Nintendo Switch       | タイトー   | ハムスター    | ダウンロード (アーケードアーカイブス)      | -            | アーケード版の移植        |
| 8   | タイトーマイルストーン                     | 2022年2月24日        | Nintendo Switch                     | ハムスター | タイトー      | Nintendo Switch用ゲームカード ダウンロード | -            | アーケード版の移植        |

## スタッフ
アーケード版
- 三辻富貴朗
- みきこうじ
- 小倉久佳

ファミリーコンピュータ版
- 松田康、でくねこういち
- プログラマー：松田康、三好弘二、たかくわゆり
- スペシャル・サンクス：いとうしゅんじ、ささききみや、高橋秀信、ひざけんいち、和田めい子、やまだまさし、OJAMAMUSHI、内村語

ゲームギア版
- プログラム：みずのまさる
- ヘルプ、ツール：たじませいいち
- サウンド・プログラム：KUSATSU ONSEN（草津きよし）
- サウンド：STAR WATANABE（わたなべよしお）
- グラフィック・デザイン：なりたたけし
- スペシャル・サンクス：OJAMAMUSHI、かんのゆういち

## 評価
アーケード版
- ゲーム本『甦る 20世紀アーケードゲーム大全 Vol.2 アクションゲーム・シューティングゲーム熟成期編』では、三辻や小倉などの同社が抱える有名スタッフが製作に携わった割りには「かなり地味」であると否定的に評価された[1]。

ファミリーコンピュータ版
- ゲーム誌『ファミコン通信』の「クロスレビュー」では合計21点となっている[10]。

- ゲーム誌『ファミリーコンピュータMagazine』の読者投票による「ゲーム通信簿」での評価は以下の通りとなっており、15.13点（満25点）となっている[12] 。

| 項目 | キャラクタ | 音楽 | 操作性 | 熱中度 | お買得度 | オリジナリティ | 総合  |
| 得点 | 2.82       | 2.93 | 3.29   | 3.22   | -        | 2.87           | 15.13 |

ゲームギア版
- ゲーム誌『ファミコン通信』の「クロスレビュー」では5・6・7・5の合計23点となっており[11]、レビュアーは「AC版『ハレーズコメット』に近いようなゲームでFC版が今一つな出来だったのに対して今作はなかなかの力作になっている」「弾の残像や自機がスローモーションなのを気にしなければ結構遊べる」「背景は綺麗で飛んでくるハレー彗星もいい感じ」「出現パターンがわかればスムースに遊べる」と好意的に評された一方で「目にやさしいゲームではない」「単色のようなAC版と比べると着色された本作は安っぽくも感じる」「GGでの操作は慣れないと辛い」とした。対象者について「敵の攻撃が結構意地悪で初心者は気を付けた方がいい」とした者や「シューティングだがモード設定があり広い層向けだ」とした者がいた[11]。